# Championnats d'Europe de cross-country 2010
Navigation
Dublin 2009 Velenje 2011
Les 17e Championnats d'Europe de cross-country (en anglais: 17th SPAR European Cross Country Championships) se sont déroulés le 12 décembre 2010 à Albufeira au Portugal.

## Compétition
Les Championnats d'Europe de cross-country comprennent six épreuves au total. Les distances varient en fonction de la catégorie (Seniors, Espoirs, Juniors) et du sexe (Hommes, Femmes).
| Catégorie | Hommes  | Femmes  |
| --------- | ------- | ------- |
| Seniors   | 9 870 m | 8 170 m |
| Espoirs   | 8 170 m | 6 070 m |
| Juniors   | 6 070 m | 3 970 m |

## Résultats

### Seniors

#### Hommes

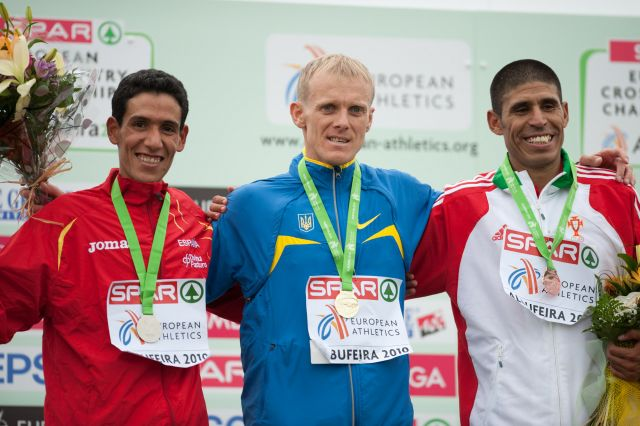
Le podium masculin : de gauche à droite, Ayad Lamdassem (argent), Serhiy Lebid (or) et Youssef El Kalai (bronze).

| Rang | Athlète           | Pays      | Temps     |
| ---- | ----------------- | --------- | --------- |
|      | Serhiy Lebid      | Ukraine   | 29 min 15 |
|      | Ayad Lamdassem    | Espagne   | 29 min 18 |
|      | Youssef El Kalai  | Portugal  | 29 min 19 |
| 4    | Abdellatif Meftah | France    | 29 min 21 |
| 5    | Morhad Amdouni    | France    | 29 min 21 |
| 6    | Andrea Lalli      | Italie    | 29 min 28 |
| 7    | Eduard Mbengani   | Portugal  | 29 min 29 |
| 8    | Rui Pedro Silva   | Portugal  | 29 min 32 |
| 9    | Jesús España      | Espagne   | 29 min 32 |
| 10   | Mokhtar Benhari   | France    | 29 min 34 |
| 11   | Yevgeniy Rybakov  | Russie    | 29 min 35 |
| 12   | Steffen Uliczka   | Allemagne | 29 min 36 |
| 13   | Stéphane Joly     | Suisse    | 29 min 39 |
| 14   | Driss El Himer    | France    | 29 min 41 |

| Rang | Équipe                                                                     | Points  |
| ---- | -------------------------------------------------------------------------- | ------- |
|      | France Abdellatif Meftah Morhad Amdouni Mokhtar Benhari Driss El Himer     | 33 pts  |
|      | Portugal Youssef El Kalai Eduard Mbengani Rui Pedro Silva Rui Silva        | 35 pts  |
|      | Espagne Ayad Lamdassem Jesús España Ricardo Serrano Francisco Javier López | 58 pts  |
| 4    | Italie Andrea Lalli Gabriele De Nard Gian Marco Butazzo Yuri Floriani      | 96 pts  |
| 5    | Royaume-Uni Tom Humphries Phil Nicholls Ryan McLeod Mark Draper            | 99 pts  |
| 6    | Russie Yevgeniy Rybakov Alekseï Reïounkov Nikolaï Chavrine Anatoli Rybakov | 106 pts |
| 7    | Irlande                                                                    | 142 pts |
| 8    | Danemark                                                                   | 181 pts |
| 9    | Finlande                                                                   | 184 pts |
| 10   | Lettonie                                                                   | 254 pts |

#### Femmes
| Rang | Athlète               | Pays        | Temps     |
| ---- | --------------------- | ----------- | --------- |
|      | Jessica Augusto       | Portugal    | 26 min 52 |
|      | Binnaz Uslu           | Turquie     | 26 min 57 |
|      | Ana Dulce Félix       | Portugal    | 26 min 59 |
| 4    | Fionnuala Britton     | Irlande     | 26 min 59 |
| 5    | Tetyana Holovchenko   | Ukraine     | 27 min 04 |
| 6    | Marisa Barros         | Portugal    | 27 min 06 |
| 7    | Harriet Dean          | Royaume-Uni | 27 min 08 |
| 8    | Alessandra Aguilar    | Espagne     | 27 min 09 |
| 9    | Sara Moreira          | Portugal    | 27 min 26 |
| 10   | Ana Diaz              | Portugal    | 27 min 27 |
| 11   | Fatiha Klilech-Fauvel | France      | 27 min 27 |
| 12   | Maria Sig Møller      | Danemark    | 27 min 31 |

| Rang | Equipe                                                                             | Points  |
| ---- | ---------------------------------------------------------------------------------- | ------- |
|      | Portugal Jessica Augusto Dulce Félix Marisa Barros Sara Moreira                    | 19 pts  |
|      | Royaume-Uni Harriet Dean Louise Damen Stephanie Twell Helen Clitheroe              | 65 pts  |
|      | Espagne Alessandra Aguilar Diana Martín Nuria Fernández Irene Pelayo               | 72 pts  |
| 4    | France Fatiha Klilech-Fauvel Christine Bardelle Maryline Pellen Samira Mezeghrane  | 79 pts  |
| 5    | Russie Irina Sergueïeva Ielizaveta Gretchichnikova Olga Golovkina Oksana Beliakova | 101 pts |
| 6    | Irlande Fionnuala Britton Elizabeth Lee Siobhan O'Doherty Kerry Harty              | 132 pts |
| 7    | Italie Valentina Costanza Emma Quaglia Valentina Belotti Agnes Tschurtschenthaler  | 147 pts |

### Espoirs
| Épreuves            | Or                              | Argent                             | Bronze                            |
| Course individuelle | Hassan Chahdi (FRA) 24 min 11 s | Florian Carvalho (FRA) 24 min 14 s | Iegor Nikolaïev (RUS) 24 min 15 s |
| Par équipes         | Irlande 60 pts                  | France 78 pts                      | Espagne 79 pts                    |

| Épreuves            | Or                               | Argent                            | Bronze                         |
| Course individuelle | Meryem Erdogan (TUR) 20 min 08 s | Cristina Jordán (ESP) 20 min 17 s | Emma Pallant (GBR) 20 min 28 s |
| Par équipes         | Royaume-Uni 47 pts               | Russie 49 pts                     | Ukraine 65 pts                 |

### Juniors
| Épreuves            | Or                                    | Argent                            | Bronze                      |
| Course individuelle | Abdelaziz Merzougui (ESP) 18 min 07 s | Nemanja Cerovac (SRB) 18 min 07 s | Rui Pinto (POR) 18 min 09 s |
| Par équipes         | Royaume-Uni 62 pts                    | Portugal 74 pts                   | Russie 83 pts               |

| Épreuves            | Or                                 | Argent                         | Bronze                           |
| Course individuelle | Charlotte Purdue (GBR) 12 min 42 s | Amela Terzic (SRB) 12 min 59 s | Emelia Gorecka (GBR) 13 min 00 s |
| Par équipes         | Royaume-Uni 23 pts                 | Allemagne 53 pts               | Roumanie 64 pts                  |

## Tableau des médailles
| Rang  | Nation      | Or | Argent | Bronze | Total |
| ----- | ----------- | -- | ------ | ------ | ----- |
| 1     | Royaume-Uni | 4  | 1      | 2      | 7     |
| 2     | Portugal    | 2  | 2      | 3      | 7     |
| 3     | France      | 2  | 2      | 0      | 4     |
| 4     | Espagne     | 1  | 2      | 3      | 6     |
| 5     | Turquie     | 1  | 1      | 0      | 2     |
| 6     | Ukraine     | 1  | 0      | 1      | 2     |
| 7     | Irlande     | 1  | 0      | 0      | 1     |
| 8     | Serbie      | 0  | 2      | 0      | 2     |
| 9     | Russie      | 0  | 1      | 2      | 3     |
| 10    | Allemagne   | 0  | 1      | 0      | 1     |
| 11    | Roumanie    | 0  | 0      | 1      | 1     |
| Total | Total       | 12 | 12     | 12     | 36    |